# دوايت دبليو. بيرني
دوايت دبليو. بيرني هو سياسي أمريكي، ولد في 7 يناير 1892 في هارتينغتون في الولايات المتحدة، وتوفي في 10 مارس 1987 في ميسا في الولايات المتحدة. نشط حزبياً في الحزب الجمهوري. وقد انتخب عضو مجلس ولاية نبراسكا ‏ وانتخب حاكم نبراسكا ‏.